# Провулок Гоголя (Мелітополь)
Провулок Гоголя — провулок в Мелітополі на Червоній Гірці. Йде від вулиці Гоголя до провулка Коцюбинського.

## Назва
Провулок названий на честь Миколи Гоголя, російського письменника українського походження.

## Історія
29 червня 1951 року було прийнято рішення про найменування провулка, який до цього був безіменним.